# أوديانسكي نيكولاي ألكساندروفيتش
أوديانسكي نيكولاي ألكساندروفيتش (بالأوكرانية: Микола Олександрович Удянський)، المولود بتاريخ 22 أيار/مايو 1983 في مدينة خاركيف) – رجل أعمال أوكراني في مجال تكنولوجيا المعلومات ومليونير وشريك مؤسّس لبورصة تداول العملات المشفرة كوينسبيت وبيتكوين فورك. في عام 2021 دخل قائمة أغنى 100 أوكراني (180 مليون دولار أمريكي) وفقًا لمجلة فوربس.

## السيرة الذاتية
وًلد نيكولاي أوديانسكي بتاريخ 22 أيار/مايو 1983 في مدينة خاركيف. تخرّج من المدرسة رقم 53 في مدينة خاركيف. خلال الفترة من عام 1998 إلى عام 2001 كان يتعلم في مدرسة التعليم المهني التقني رقم 9 في مدينة خاركيف. في عام 2009 تخرج من جامعة السيارات والطرق في مدينة خاركيف.
في عام 2019 تخرّج من جامعة خاركيف لوزارة الداخلية في التخصص «الحقوق وأمن الحاسوب». في عام 2013 بالتعاون مع بوغدان بريليبا أسّس شركة تكنولوجيا المعلومات Prof-it التي تطوّر بورصات تداول العملات المشفرة وغيرها من منتجات بلوك تشين. تقع مكاتب الشركة في ميامي وهونغ كونغ في بوكيت. يقع المركز الرئيسي للشركة في دولة الإمارات العربية المتحدة. في عام 2021 احتلت الشركة المرتبة الثالثة في تصنيف شركات تكنولوجيا المعلومات المعد من قبل DOU.UA.
في عام 2014 أسّس شركة التأمين اسور. في عام 2018 حصّلت بورصة تداول العملات المشفرة كوينسبيت التي قد أسّسها أوديانسكي على الجائزة «أفضل البورصة» في مهرجان بلوك تشين لايف. في شهر كانون الأول/ديسمبر عام 2019 باع أوديانسكي حصّته في الشركة. في نفس الوقت أنشأ شركة التسويق والعلاقات العامة PRMR.
في عام 2019 احتل أوديانسكي المرتبة الأولي في قائمة رجال أعمال بلوك تشين من رابطة الدول المستقلة حسب مجلة هاكرنون. في شهر كانون الثاني/يناير لعام 2020 أجري أوديانسكي وكوينسبيت مؤتمر بلوك تشين التعليمي 2020 في هونغ كونغ. في شهر شباط/فبراير عام 2020 أسّست الشركة Prof-It بتكوين فورك.
في شهر تموز/يوليو عام 2020 قدًمه في القمة العالمية الحادية عشرة للاستثمار الأسري في موناكو. في عام 2020 أسّس بالتعاون مع مدير وسائل الاعلام دميتري كولوت ورجل أعمال تكنولوجيا المعلومات بوغدان بريليبا هولدينغ وسائل الاعلام مجموعة بارلامنت ميديا.